# Altensteig
Altensteig est une ville du land de Bade-Wurtemberg (Allemagne), située dans l'arrondissement de Calw, dans l'aire urbaine Nordschwarzwald, dans le district de Karlsruhe, sur les contreforts de la Forêt-Noire. Distante de 49 kilomètres de Stuttgart et de 33 kilomètres de Baden-Baden, elle est traversée par la rivière Nagold.
La ville est divisée en neuf quartiers : Altensteig, Altensteigdorf, Berneck, Garrweiler, Hornberg, Spielberg, Überberg, Walddorf mit Monhardt et Wart.
Parmi les monuments emblématiques de la cité figurent le château et l'église évangélique.
Altensteig est jumelée avec la commune française de Bourg-Saint-Maurice.

## Personnalités liées à la ville
- Julius August Wagenmann (1823-1890), théologien né à Berneck.
- Walter Christaller (1893-1969), géographe né à Altensteig.
- Jochen Hahn (1974-), pilote né à Altensteig.